# Anaea proserpina
Anaea proserpina is een vlinder uit de familie van de Nymphalidae. De wetenschappelijke naam van de soort is voor het eerst geldig gepubliceerd in 1869 door Osbert Salvin.